# Bretán Miklós
Bretán Miklós / Nicolae Bretan (Naszód, 1887. március 25. – Kolozsvár, 1968. december 1.) magyar-román operaénekes (bariton), rendező, zeneszerző.

## Életútja
Görögkatolikus családban született. Jogot tanult Kolozsváron, párhuzamosan a Farkas Ödön vezette zeneiskolába járt. 1908-ban ösztöndíjjal egy évig a bécsi zeneakadémián, 1909-től a budapesti Zeneakadémián tanult; 1912-ben operaénekesi diplomát szerzett. 1913-17 közt Sopronban, Pozsonyban és Nagyváradon működött. 1917-ben szerződött Kolozsvári Nemzeti Színházhoz. 1922-ben a kolozsvári román opera tagja lett. Vezető rendezőként 1922–1940 között 30 operát rendezett. 1944–1945 között a Kolozsvári Városi Színház román társulatának az igazgatója volt.

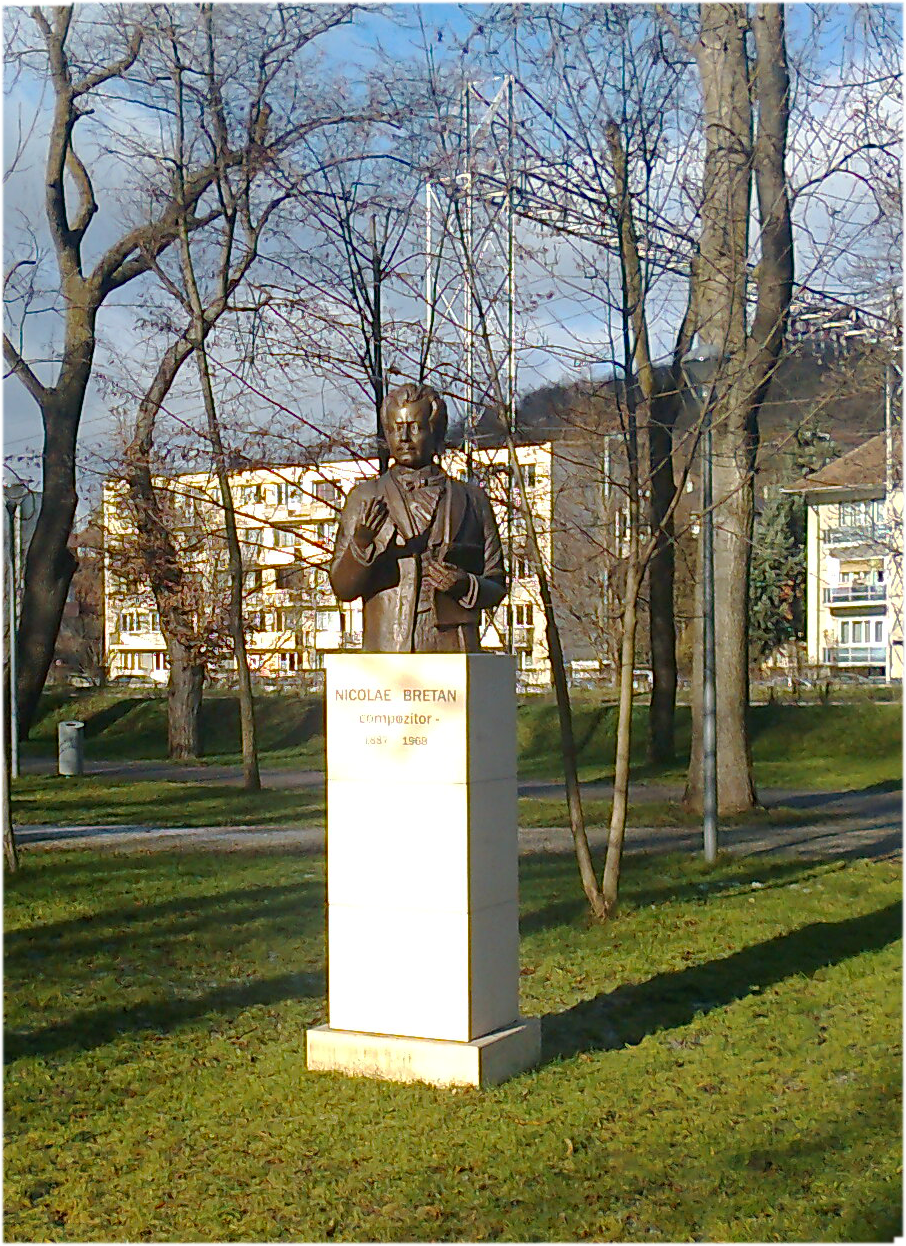
Szobra Kolozsvár központi parkjában, 2015

## Főbb szerepei
- Bizet: Carmen – Escamillo
- Gounod: Faust – Mefisztó
- Puccini: Tosca – Scarpia
- Verdi: Rigoletto (címszerep)

## Operái
- Az esti csillag (Eminescu Luceafărul verse után, 1921)
- Gólem (Kaczér Illés nyomán,1924)
- Scrisoarea a III- a (Eminescu. 1934)
- Rovine hősei (1935)
- Horea (1937)
- Arald (1939)

Több mint 200 dal magyar, német és román költők verseire.